# Конан (Кочи)
 Конан  (јап. 香南市) град је у Јапану у префектури Кочи. Према попису становништва из 2003. у граду је живело 33.721 становника.
Град је формиран 1. марта 2006 год. удруживањем градова Акаока, Кагами, Ноичи и Јасу, и села Јошикава, сви из Ками округа, који је укинут након овог удруживања.

## Становништво
Према подацима са пописа, у граду је 2003. године живело 33.721 становника.
| 1995.  | 2000.  | 2005.  |
| ------ | ------ | ------ |
| 31.481 | 32.659 | 33.541 |